# نونوس
نونوس البانوبوليسي (باليونانية: Νόννος ὁ Πανοπολίτης)‏ شاعر ملحمي مصري إغريقي من الحقبة الهلنستية في فترة حكم الرومان لمصر. من سكان بانوبوليس (أخميم) في طيبة الرومانية وربما عاش في نهاية القرن الرابع أو في القرن الخامس الميلادي. معروف عنه أنه مؤلف ديونيسياكا وهي قصيدة ملحمية عن ديونيسوس، و مؤلف ميتابولي وهي محاكاة شعرية لإنجيل يوحنا وتتكون من 21 كتابا ومجموعها 3660 سطرا. ملحمة ديونيسياكا تصف حياة ديونيسوس، حملته على الهند، وعودته المظفرة للغرب، والملحمة مكتوبة باللهجة الهومرية وصرفيا بتفعيلة سداسية (dactylic hexameter)، وتتكون من 48 كتاب ومجموعها 20,426 سطرا.
في السابق اعتبر المؤرخون أن تأليفه عملين شعريين على طرفي النقيض (ديونيسياكا، والمحاكاة الشعرية لإنجيل يوحنا) دليل على تحوله للمسيحية وأن محاكاته الشعرية جاءت بعد اعتناقه المسيحية. لكن رأي أخر حديث يرفض تلك النظرية ولا يعترف بتأخر محاكاته للإنجيل عن ديونيسياكا ويرى أنه كان مسيحيا من البداية، وبناءا على هذا يطرح حاملوا هذا الرأي قراءة متوازية للعملين على أنهم جزء من حوار معقد بين التقاليد الكلاسيكية والمسيحية في العصور القديمة.

## روابط خارجية
- نونوس على موقع الموسوعة البريطانية (الإنجليزية)